# Дуб «Богатырь Тавриды»
Дуб «Богатырь Тавриды» — ботанический памятник природы в Симферополе в Крыму. Дуб черешчатый возрастом более 600 лет, имеет обхват ствола 6,22 м, высота 30 м. Растёт в Детском парке города Симферополя. Дерево получило статус ботанического памятника природы в 1972 году. Есть охранный знак и ограждение. Дерево в хорошем состоянии.